# Quo (album)
Quo è il settimo album inciso dalla rock band inglese Status Quo, pubblicato per la prima volta nel maggio del 1974.

## Il disco

### Concezione
Divenuti una delle rock band di maggior successo provenienti dal Regno Unito, gli Status Quo vengono incalzati dalla Vertigo Records al fine di incidere prima possibile un nuovo album di studio. Malgrado sia impegnata in una estenuante tournée mondiale, la band riesce a compattarsi e a scrivere materiale a sufficienza per rientrare in sala d'incisione nel gennaio del 1974, ad appena quattro mesi dalla pubblicazione del precedente Hello!.

### Contenuti
L'album è contrassegnato da un massiccio apporto del bassista Alan Lancaster - presente quale autore in gran parte delle composizioni e voce principale nella metà dei brani - e si inserisce nel novero dei classici del gruppo ai vertici delle hit parade, in una fase in cui la produzione si mantiene copiosa e ispirata.
I pezzi vengono eseguiti secondo la usuale sobrietà espressiva (come sempre, alcuni accordi vengono deliberatamente soppressi per rendere la fruizione dell'ascolto più agevole e lineare) ma molti di essi presentano una struttura intrinseca piuttosto elaborata, non solo per l'ormai tipico lavoro ad intreccio tra le chitarre di Rossi e Parfitt quanto, soprattutto, per la qualità delle sintesi armoniche e la destrezza di combinazioni ritmiche versatili e composite in brani quali Backwater, Just Take Me e il lungo boogie-woogie finale di Slow Train.

### Accoglienza
Quo suscita valutazioni non unanimi nella critica britannica del tempo: a chi licenzia l'opera quale semplice estensione dei lavori precedenti (per quanto di pregio e buona fattura), si contrappongono altri che invece vi rinvengono una formula stilistica ben scandagliata e personalizzata, con apprezzamento anche per i componenti della band in qualità di autori, in grado di muoversi con peculiarità espressiva entro gli stilemi delle 12 battute tipiche della musica blues creando in pochi anni un repertorio ricco e articolato.
Il disco, appena pubblicato, sale al 2º posto delle classifiche inglesi. Ampiamente rivalutato nel tempo anche sotto il profilo critico, è ritenuto tra i lavori meglio rappresentativi degli Status Quo.
Singoli: Break the Rules (n. 8 UK).
Note:
- La compattezza della band è ben illustrata dalla storica copertina del lavoro, con i volti dei quattro componenti raffigurati uniti e coesi tra loro, tema che verrà in seguito ripreso in altri album celebri come The Miracle dei Queen.

## Tracce
Lato A
1. Backwater – 4:21 (Parfitt/Lancaster)
2. Just Take Me – 3:39 (Parfitt/Lancaster)
3. Break the Rules – 3:38 (Rossi/Young/Parfitt/Lancaster/Coghlan)
4. Drifting Away – 5:05 (Parfitt/Lancaster)

Lato B
1. Don't Think It Matters – 4:55 (Parfitt/Lancaster)
2. Fine, Fine, Fine – 2:30 (Rossi/Young)
3. Lonely Man – 5:00 (Parfitt/Lancaster)
4. Slow Train – 7:55 (Rossi/Young)

Tracce bonus dell'edizione CD 2005
1. Lonely Night – 3:29 (Rossi/Parfitt/Lancaster/Coghlan)

## Deluxe Edition 2015
Il 4 dicembre 2015, viene pubblicata la deluxe edition dell'album contenente due CD.
Nel primo disco viene riprodotto fedelmente l'album del 1974, con il sound completamente restaurato e rimasterizzato.
Nel secondo CD è incluso il brano Lonley Night ("lato B" del singolo Break the Rules) e brani dal vivo tratti da un concerto registrato presso l'Olympia di Parigi l'11 gennaio 1975.
Il libretto, oltre a varie foto del periodo di incisione dell'album, contiene delle ampie note illustrative redatte a cura di Dave Ling, critico delle riviste musicali britanniche Classic Rock e Metal Hammer.

### Tracce Deluxe Edition
CD 1
Contiene l'album originale del 1974, in versione restaurata e rimasterizzata.
1. Backwater – 4:21 (Parfitt/Lancaster)
2. Just Take Me – 3:39 (Parfitt/Lancaster)
3. Break the Rules – 3:38 (Rossi/Young/Parfitt/Lancaster/Coghlan)
4. Drifting Away – 5:05 (Parfitt/Lancaster)
5. Don't Think It Matters – 4:55 (Parfitt/Lancaster)
6. Fine, Fine, Fine – 2:30 (Rossi/Young)
7. Lonely Man – 5:00 (Parfitt/Lancaster)
8. Slow Train – 7:55 (Rossi/Young)

CD 2
Contiene il brano Lonley Night ("lato B" del singolo Break the Rules) e brani dal vivo tratti da un concerto registrato presso l'Olympia di Parigi l'11 gennaio 1975.
1. Lonely Night (Lato B del singolo Break the Rules) – 3:29 (Rossi/Parfitt/Lancaster/Coghlan)
2. Junior's Wailing (Live at Olympia, Parigi 11 gennaio 1975) – 5:41 (White/Pug)
3. Backwater (Live at Olympia, Parigi 11 gennaio 1975) – 4:25 (Parfitt/Lancaster)
4. Just Take Me (Live at Olympia, Parigi 11 gennaio 1975) – 4:33 (Parfitt/Lancaster)
5. Claudie (Live at Olympia, Parigi 11 gennaio 1975) – 4:53 (Rossi/Young)
6. Railroad (Live at Olympia, Parigi 11 gennaio 1975) – 5:44 (Rossi/Young)
7. Roll Over Lay Down (Live at Olympia, Parigi 11 gennaio 1975) – 5:36 (Rossi/Young/Parfitt/Lancaster/Coghlan)
8. Big Fat Mama (Live at Olympia, Parigi 11 gennaio 1975) – 5:45 (Rossi/Parfitt)
9. Don't Waste My Time (Live at Olympia, Parigi 11 gennaio 1975) – 4:04 (Rossi/Young)
10. Roadhouse Blues (Live at Olympia, Parigi 11 gennaio 1975) – 16:53 (Doors)
11. Caroline (Live at Olympia, Parigi 11 gennaio 1975) – 8:00 (Rossi/Young)
12. Bye Bye Johnny (Live at Olympia, Parigi 11 gennaio 1975) – 7:02 (Berry)

## Formazione
- Francis Rossi (chitarra solista, voce)
- Rick Parfitt (chitarra ritmica, voce)
- Alan Lancaster (basso, voce)
- John Coghlan (percussioni)

## Altri musicisti
- Bob Young (armonica a bocca) in Break the Rules
- Tom Parker (piano) in Break the Rules

## Classifiche britanniche
| Posizione | 2 | 3 | 3 | 5 | 6 | 11 | 10 | 25 | 23 | 36 | 16 | 42 | 36 | 43 | 50 | 29 | uscito |